# Jet Set Willy
Pour les articles homonymes, voir Jet set (homonymie).
Jet Set Willy est un jeu vidéo de plates-formes écrit par Matthew Smith, édité en 1984 par Software Projects. D'abord sorti sur ZX Spectrum, il est porté sur la plupart des ordinateurs de l'époque. Le jeu est une suite de Manic Miner sorti en 1983.

## Système de jeu
Le joueur contrôle le mineur Willy qui doit ranger tous les objets qui traînent dans son manoir après une énorme fête pour que sa femme le laisse aller se coucher. La zone de jeu se compose de 61 salles. Willy commence dans la salle de bain avant de passer dans les salles à manger, les cuisines, les chambres ou les jardins. Il peut se déplacer à droite et à gauche, sauter, monter les escaliers et se balancer à des cordes suspendues. Le manoir est peuplé d'étranges créatures telles que des lames de rasoir dansantes, des scies saoules ou des cochons volants. Willy perd une vie s'il touche un ennemi ou s'il tombe à côté d'une plate-forme. Il est alors renvoyé à l'endroit où il est entré dans la salle. Un bug dans le programme original empêchait les joueurs de terminer la première version du jeu.

## Adaptations
Le jeu connait une suite avec Jet Set Willy II (en) sorti en 1985.

## Postérité
Le jeu est l'une des entrées de l'ouvrage Les 1001 jeux vidéo auxquels il faut avoir joué dans sa vie.